# Martin Koch
Martin Koch (n. 22 ianuarie 1982, Villach, Carintia, Austria) este un săritor cu schiurile ce a reprezentat Austria, medaliat olimpic. A participat la 2 ediții ale Jocurilor Olimpice (2002, 2006) în care a câștigat o medalie de aur.